# 川村禾門
川村 禾門（かわむら かもん、1918年1月25日 - 1999年）は日本の俳優。別名義に川村 耽平がある。

## 来歴・人物
東京生まれ。旧制中学卒後、日活多摩川（後に大映）入社。 1943年稲垣浩監督・阪東妻三郎主演『無法松の一生』で未亡人の息子（ぼんぼん）役で出演。同僚の女優・森下彰子と結婚、その直後の1944年7月朝鮮に出征。復員後、桜隊の一員として広島で被爆死した彰子の両親のもとを訪ね、遺骨と対面。遺族によれば一晩中遺骨の傍らで泣き明かしていたという。後に親戚の勧めで再婚し俳優生活も再開した。彰子については長年、極限られた俳優仲間以外には話さなかったが、1993年7月、当時白井佳夫（映画評論家）が催していた『無法松の一生』の朗読再現パフォーマンスに出席した際、観客の前で積年の想いを語った。晩年も映画のオーディションを受けてまわり幾本かの映画に出演している。映画『無法松の一生』、『赤い鷹』など松竹を中心に多数の作品に出演した。

## おもなフィルモグラフィ
- 山参道（1942年、大映）
- 無法松の一生（1943年、大映） - 吉岡敏雄 役　（小倉中学から五高の青年時代）
- 現代人（1952年、松竹）
- 別離（1954年、松竹） - 組合員A 役
- 人妻椿（1956年、松竹） - 仕立家の親父 役
- 涙（1956年、松竹） - 養子鉄治 役
- 花ふたたび（1956年、松竹） - 西住の秘書 役
- 続禁男の砂（1958年）※川村耽平名義
- 彼岸花（1958年）※川村耽平名義
- 秋日和（1960年、松竹）※川村耽平名義
- 死闘の伝説（1963年）
- いいかげん馬鹿（1964年、松竹）
- なつかしい風来坊（1966年、松竹） - 林局長の秘書 役
- 赤い鷹（1966年、松竹） - 小田留三 役
- 宇宙大怪獣ギララ（1967年、松竹） - 変電所係員 役
- スクラップ集団（1968年、松竹）
- 男はつらいよ 花も嵐も寅次郎（1982年、松竹）
- 二十世紀少年読本（1989年、CBSソニー） - ジャグラー吉田 役
- 遥かな時代の階段を（1995年）
- アトランタ・ブギ（1996年、アミューズ） - 篠原小三郎 役